# Philippe Houbron
Pour les articles homonymes, voir Houbron.
Philippe Houbron (né le 20 août 1953 à Bordeaux) est un général français.

## Biographie
Après avoir préparé le concours de Saint-Cyr au Prytanée national militaire de La Flèche, Philippe Houbron intègre l’École spéciale militaire de Saint-Cyr au sein de la promotion "Maréchal de Turenne" (1973-1975). Ayant choisi l'arme du génie il sert durant 3 ans au 15e régiment du génie de l'air de Toul comme lieutenant, chef de section. À ce titre, il effectue de nombreuses missions de maintien en condition opérationnelle des plates-formes aéronautiques. Il participe aussi à la mise au point des méthodes de réparation rapide de piste et à celles de reconnaissance de terrains d'atterrissage sommaire.
Il est ensuite affecté en 1979 à Mururoa, au sein du 5e régiment mixte du Pacifique. Lieutenant, officier adjoint d'une compagnie, il effectue au profit du Centre d'essais du Pacifique les travaux d'infrastructure et de protection rendus nécessaires par les différentes campagnes d'essais nucléaires
Il rejoint en 1980 le 15e régiment du génie de l'air de Toul comme commandant de compagnie, à la tête du Centre d’instruction des spécialistes du génie de l’air.
Ayant suivi une formation complémentaire à la maîtrise d'ouvrage à l’École supérieure du génie militaire, il est affecté en 1984 en qualité de capitaine puis chef de bataillon au bureau d'études de la direction des travaux du génie de Lyon où il occupe des responsabilités de coordination et de conduite de grands projets d'infrastructure.
Après avoir suivi de 1987 à 1989 les cours de l'école nationale des Mines de Nancy (option recherche opérationnelle et gestion scientifique), il entre en 1989 à l'École supérieure de guerre (103°promotion) par la voie de l'Enseignement militaire supérieur scientifique et technique. Il est promu lieutenant-colonel à l'issue.
En 1991, il est affecté au Centre de recherche opérationnelle et de simulation de l'Armée de terre (CROSAT) comme officier traitant. Il y conduit des études d'analyse scientifique et d'aide à la décision au profit des états-majors et des grands commandements. Il pilote également les travaux de francisation et d'adaptation de logiciels de simulation numérique tactique importés des États-Unis.
En 1993, il rejoint le 6e régiment étranger de génie de Laudun comme chef du bureau opérations instruction puis comme commandant en second. Durant cette période, il sert en Bosnie au sein de la FORPRONU en tant que chef du bureau des affaires civilo-militaires du secteur Sarajevo.
Colonel en 1995, il prend le commandement du 6e régiment étranger de génie. À la tête de la majeure partie de son régiment, il est désigné à nouveau pour la Bosnie comme commandant du bataillon de génie de la division multinationale sud-est durant le 1re mandat de l'IFOR en 1996 à Rajlovac.
En 1997, il rejoint le CROSAT à Paris, dont il prend le commandement au sein du Commandement de la doctrine et de l’enseignement supérieur, tout nouvellement créé. Il continue les travaux engagés durant sa première affectation, en faisant porter les efforts sur l’équipement en logiciels de simulation opérationnelle du centre d’entraînement des PC de Mailly.
Auditeur de la 49e session du Centre des hautes études militaires et de la 52e session de l'Institut des hautes études de la défense nationale de 1999 à 2000, il occupe ensuite durant 4 ans à l'état-major des armées les fonctions d'officier de cohérence opérationnelle, chargé du système de forces « commandement, conduite, communications, renseignement », et de chargé d’études au sein du bureau « études et stratégie militaire générale ». Dans ces deux postes, il participe aux travaux d’élaboration de la LPM 2003-2008, puis à la conception du projet « pôle stratégique de Paris ».
Promu général de brigade le 1er août 2004, Philippe Houbron est nommé à cette même date commandant de la 6e Brigade légère blindée de Nîmes et délégué militaire départemental du Gard. Projeté avec une partie de sa brigade au Kosovo, il y commande la brigade multinationale nord-est de la KFOR de février à juin 2005.
À l’issue de ce commandement, il rejoint l’état-major des armées pour y être nommé secrétaire général du Conseil des systèmes de forces le 1er septembre 2006. Il participe par ailleurs aux travaux du Livre blanc sur la défense et la sécurité. Il est promu général de division le 1er juillet 2007.
Il est désigné commandant de l’opération Licorne en Côte d’Ivoire en juillet 2008.
Il est nommé adjoint au directeur de la stratégie de la direction générale de l’Armement et directeur du service d’architecture des systèmes de forces de la direction générale de l'Armement le 1er septembre 2009, puis promu général de corps d’armée le 1er septembre 2010.
Le général Houbron est marié et père d’un enfant.
Il a effectué son adieu aux armes le 13 juillet 2011 au cours de la traditionnelle prise d'armes de la Légion Étrangère dans les Jardins du Luxembourg.

## Décorations

### Rubans
|  |  |  |
|  |  |  |

### Intitulé
- Commandeur de la Légion d'honneur (2 juillet 2010)[5], (chevalier du 13 juillet 1996, officier du 13 juillet 2005)
- Officier de l'ordre national du Mérite
- Croix de la Valeur militaire avec deux citations
- Croix du combattant
- Médaille de reconnaissance de la Nation
- Médaille commémorative française

## Source
- Biographie Philippe Houbron, article du Fanion vert et rouge, consulté le 1er juillet 2013.